# Kloster Ahnaberg

Das ehemalige Kloster Ahnaberg als „Kloster-Kaserne“ (1512–1878) kurz vor dem Abriss

Das Kloster Ahnaberg war ein Prämonstratenser-Chorfrauenstift im Bereich der heutigen Stadt Kassel.
Es war eine Stiftung der Landgräfin Hedwig von Thüringen und ihres zweitgeborenen Sohnes, des Grafen Heinrich Raspe II. von Gudensberg, gegründet zwischen 1140 und 1148. Das Stift, vermutlich 1148 fertiggestellt, befand sich auf dem Ahnaberg, der heute nicht mehr als solcher erkennbar ist, zwischen dem alten Lauf der Ahna und der Fulda, am so genannten Katzensprung im heutigen Stadtteil „Wesertor“. Neben dem Kloster befand sich später das Stadttor in Richtung Weser, welches der dort beginnenden Straße und dem heutigen Stadtteil seinen Namen gab. Heute befindet sich an der Stelle eine Schule.

## Gründung
Hedwig (* um 1098; † 1148) war einziges Kind und Erbin des Gaugrafen Giso IV. von Gudensberg und Oberlahn (ehemalige Grafschaften Maden und Oberlahn in Nordhessen) und die Gemahlin des Grafen Ludwig I. von Thüringen, der 1131 von König Lothar III. (von Supplingenburg) zum Landgrafen von Thüringen erhoben wurde. Ihr Sohn Ludwig II. beerbte den Vater als Landgraf, während ihr zweiter Sohn Heinrich Raspe II. als Graf von Gudensberg den mütterlichen Erbteil der Gisonen und Bilsteiner, d. h. den hessischen Besitz der Ludowinger, in Nieder- und Oberhessen verwaltete.
Die Gründung des Stifts bezeichnete den Beginn erhöhter Aktivität der Ludowinger im Raum Kassel und hing auch mit dem sich verschärfenden Wettbewerb der Landgrafen von Thüringen mit dem Erzbistum Mainz um die territoriale Vorherrschaft in Nordhessen zusammen. Mit dem Erwerb des Augustiner-Chorherrenstiftes Weißenstein am Osthang des nahen Hohen Habichtswaldes (spätestens 1137) war Mainz bis auf wenige Kilometer an den an die Landgrafen verlehnten Königshof „Chassela“ vorgestoßen. Die Stiftung von Ahnaberg war somit auch eine Abwehrmaßnahme der mit den Staufern eng verbundenen Ludowinger gegen eine weitere Ausdehnung von Mainz in Nordhessen. Es bot den Ludowinger zudem die Gelegenheit, sich aus Eigengütern und königlichen Lehen im Raum Kassel einen eigenen Herrschaftsbereich aufzubauen. Ein Teil der von Heinrich Raspe II. dem Stift übertragenen Besitzungen, so der Möncheberg und der spätere Fasanenhof, war königliches Lehen der Ludowinger. 1154 bestätigte König Friedrich Barbarossa dem Stift auf Bitte des Grafen diese Schenkungen.
Die Gründung des „Stiftes Ahnaberg“ oder „Ahnaberger Klosters“, wie es in Kassel genannt wird, steht in engem Zusammenhang mit der Gründung des Prämonstratenser-Chorherren-Stiftes in Spieskappel (bei Frielendorf). Dort sind zwischen 1143 und 1525 ein Männerstift (Unterkappel) und zwischen 1250 und 1497 ein Frauenstift (Oberkappel) nachgewiesen; die Stiftskirche St. Johannis Baptistae ist dort heute noch erhalten. Vermutlich kamen die Prämonstratenser über Spieskappel nach dem Ahnaberg und in das 1143 gestiftete Kloster Germerode. Wann die ersten Prämonstratenserinnen im Stift Ahnaberg aufgenommen wurden, ist unklar.

## Tochtergründungen
Im Jahre 1219 kam es zu einer Tochtergründung auf dem Eppenberg bei Gensungen. Am 3. März 1219 bestätigte Erzbischof Siegfried II. von Mainz die Gründung des Klosters Eppenberg und nahm es unter seinen Schutz. Die Zahl der Chorfrauen in Ahnaberg wurde auf 40 festgesetzt und die überzähligen Chorfrauen gingen nach Eppenberg, wo sie das neue Stift als Filialkloster des Stifts Ahnaberg gründeten. Eine Klosterchronik erwähnt den Aufenthalt von Prämonstratenserinnen dort von 1219 bis 1440, dass es sich um eine Filiale vom Ahnaberg handelte und dass beide unter der Schutzherrschaft der Abtei Spieskappel standen. Ebenfalls wird erwähnt, dass 1269 die Gründung des Prämonstratenserinnenstiftes in Homberg/Efze (Kirche St. Georg) von Eppenberg ausging.
Das Verhältnis zwischen dem Mutterhaus Ahnaberg und den Nonnen in Eppenberg war aber offensichtlich nicht ohne Probleme. 1223 betonten der Propst und der Konvent von Ahnaberg ihre Rechte in Eppenberg. Am 17. Februar 1224 bestätigte Erzbischof Siegfried noch einmal die Vorrechte des Klosters Ahnaberg. Aber im Jahre 1250 verweigerte die Priorin von Eppenberg offen die Vorrechte des Stifts Ahnaberg, aus heute nicht mehr bekannten Gründen, und Eppenberg wurde ein selbständiges Stiftskloster.

## Anstoß zur Entwicklung von Kassel
Mit der Gründung des Stifts erhielt die kleine Siedlung, die südlich des Ahnaberges und in der Nähe des ehemaligen fränkischen, später sächsischen Adelshofs „Chasalla“ (von lat. „Castellum“ = Burg) an der Fulda entstanden war, eine erhebliche Aufwertung. Sie wurde schon sehr bald ummauert und zur „civitas“ erhoben. 1189 erhielt der Ort die Stadtrechte, um 1200 die eigene Gerichtsbarkeit. 1277 verlegte Landgraf Heinrich I. die Residenz der neu geschaffenen Landgrafschaft Hessen nach Kassel. Die Klosterkirche diente unter anderem Landgraf Johann I. († 1311) und der hessischen Prinzessin Adelheid (* 1323/24; † 1371), Ehefrau des polnischen Königs Kasimir III., als Grablege.
Die Altstadt von Kassel lag direkt neben dem Kloster Ahnaberg und wurde ursprünglich von dort seelsorgerisch betreut. Differenzen mit den Karmeliten der landgräflichen Residenz führten zu Spannungen und der Festschreibung von Vorrechten.

## Retabel
1359 wurde in der Klosterkirche der Heilig Kreuz-Altar geweiht. Für ihn wurde um 1420/40 wahrscheinlich ein Flügelaltar als Aufsatz geschaffen, der sich heute in den Sammlungen der Staatlichen Museen Kassel befindet.

## Säkularisation
1526 führte Landgraf Philipp I. auf der Synode zu Homberg die Reformation in Hessen ein. Am 15. Oktober 1527 kam der hessische Landtag in Kassel zusammen und beschloss, unter anderem, die Säkularisation der Klöster und Stifte, deren Vermögen zum größten Teil für die Hof- und Landesverwaltung verwendet wurde. Die Nonnen der Kasseler Klöster Ahnaberg und Weißenstein gingen in andere Klöster oder kehrten mit einer Abfindung in das weltliche Leben zurück.

## Kaserne

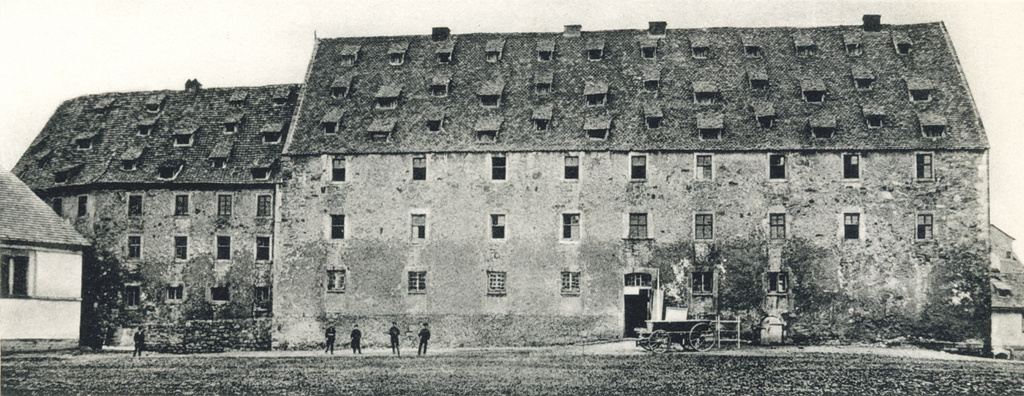
Der Nordflügel des Klostergebäudes

Das Klostergebäude, erst 1512 neugebaut, ging 1527 in den Besitz der Landgrafen über und wurde bis 1763 als Pferdestall und Fruchtmagazin genutzt. Zusammen mit dem Zeughaus war es ein Teil der Kasseler Festungswerke. 1763 wurde die Anlage zur ersten Kaserne der Garde du Corps und der Artillerie umgebaut. Das Hessen-Kasselsche Garde du Corps wurde 1619, zur Zeit des Landgrafen Moritz des Gelehrten, erstmals mit 50 Kürassieren erwähnt. Die Garde blieb aber nur bis 1797 in der Kloster-Kaserne. Der Platz der heutigen  Oskar-von-Miller-Schule diente als Reitbahn.
Die bereits 1741 erwähnte selbständige Hessen-Kasselsche Artillerie war bis 1918 auf dem Gelände untergebracht. Das Zeughaus diente schon der Festungsartillerie als Magazin und wurde nach Schleifung der Festung nach 1763 zum Teil der Kloster-Kaserne. Damals befanden sich auf der anderen Seite der Weserstraße weitere Gebäude, so z. B. Anlagen zur Herstellung von Salpeter, Stallungen und die landgräfliche Gießerei, in der Kanonen gegossen wurden. Dort wurde auch 1810 die Firma Henschel & Sohn gegründet. Die Kloster-Kaserne genügte aber bald nicht mehr den Anforderungen, und ab 1829 wurde ein Neubau geplant. Obwohl das Gebäude der Kloster-Kaserne noch bis nach 1878 existierte, wurde es im Stadtplan von Koppen 1830 aufgrund der Neuplanung bereits voreilig durch ein anderes Gebäude ersetzt. 1832 war die alte Kloster-Kaserne nur noch Teil der neuen Artillerie-Kaserne. Aus dieser Kaserne, die zuletzt dem 1. Kurhessischen Feldartillerie-Regiment Nr. 11 diente, gingen nicht nur alle späteren hessischen Artillerieverbände hervor, sondern auch das Train-Bataillon Nr. 11 (Train-Kaserne an der Weserspitze in Kassel) und das Pionier-Bataillon Nr. 11 (Hann. Münden).